# Zur Heiligen Familie (Karlstadt)

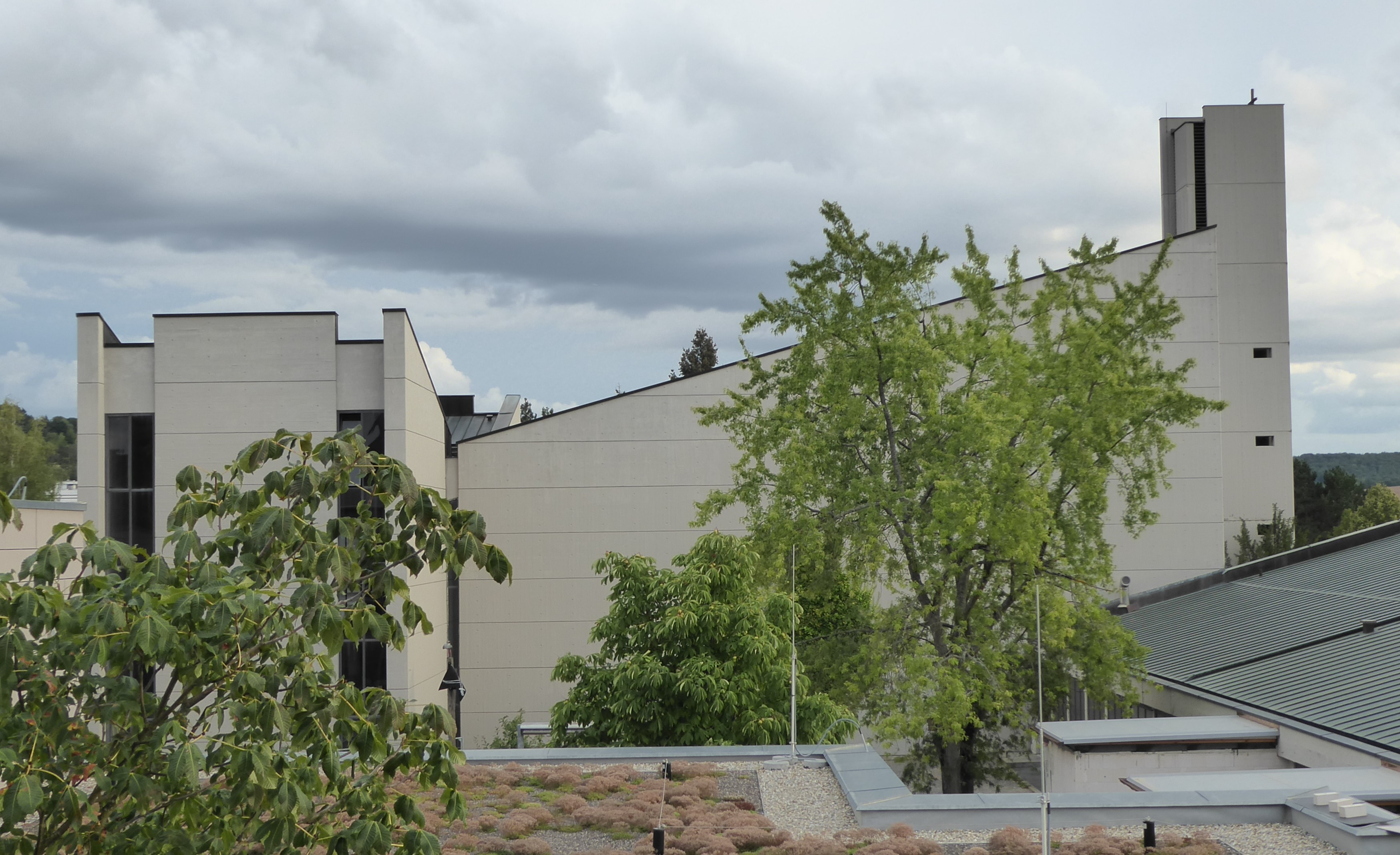
Zur Heiligen Familie (Karlstadt)

Die römisch-katholische Pfarrkirche Zur Heiligen Familie in Karlstadt, der Kreisstadt des unterfränkischen Landkreises Main-Spessart in Bayern, wurde in den Jahren 1965 bis 1967 errichtet. Neben ihrer Funktion als Pfarrkirche dient sie auch als Schulkirche für die umliegenden Bildungseinrichtungen in Karlstadt.
Die Kirche ist Teil eines umfangreichen Komplexes, der auch eine Tauf- und Werktagskapelle, ein Pfarrheim mit Kindergarten sowie ein ehemals als Kapuzinerkloster genutztes Pfarrhaus umfasst.
Die Pfarrei ist Verwaltungssitz der Untergliederung Karlstadt sowie des Pastoralen Raums Karlstadt im Dekanat Main-Spessart, Bistum Würzburg.

## Geschichte
Die Planung und Errichtung des Gebäudekomplexes erfolgte nach Plänen von Dombaumeister Hans Schädel und Friedrich Ebert aus Zell am Main. Die örtliche Bauleitung lag in den Händen von Walther Kuntz aus Würzburg. Die Grundsteinlegung der Pfarrkirche Zur Heiligen Familie fand am 21. November 1965 statt. Am 14. Oktober 1967 wurde sie durch Bischof Josef Stangl geweiht.
Der Neubau umfasste auch neue Räumlichkeiten für das Kapuzinerkloster Karlstadt, welches sich zuvor auf dem Gelände des heutigen Rathauses befand. Das alte Kloster verlor damit seine Nutzung und wurde im September 1974 im Rahmen einer Fernsehproduktion angezündet und anschließend abgerissen.
Die Kirche befindet sich in direkter Nachbarschaft zum Ostfriedhof der Stadt Karlstadt.
Im Laufe der Jahre wurde die Kirche mehrmals renoviert und instand gesetzt. Zwischen 1975 und 1976 erfolgte eine Sanierung des Kupferdachs, und in den Jahren 1989 bis 1990 wurde eine umfassende Betonsanierung unter der Leitung von Suitbert Vautrin aus Karlstadt durchgeführt. Die freitragende Kirchentreppe wurde 1985 neu errichtet.

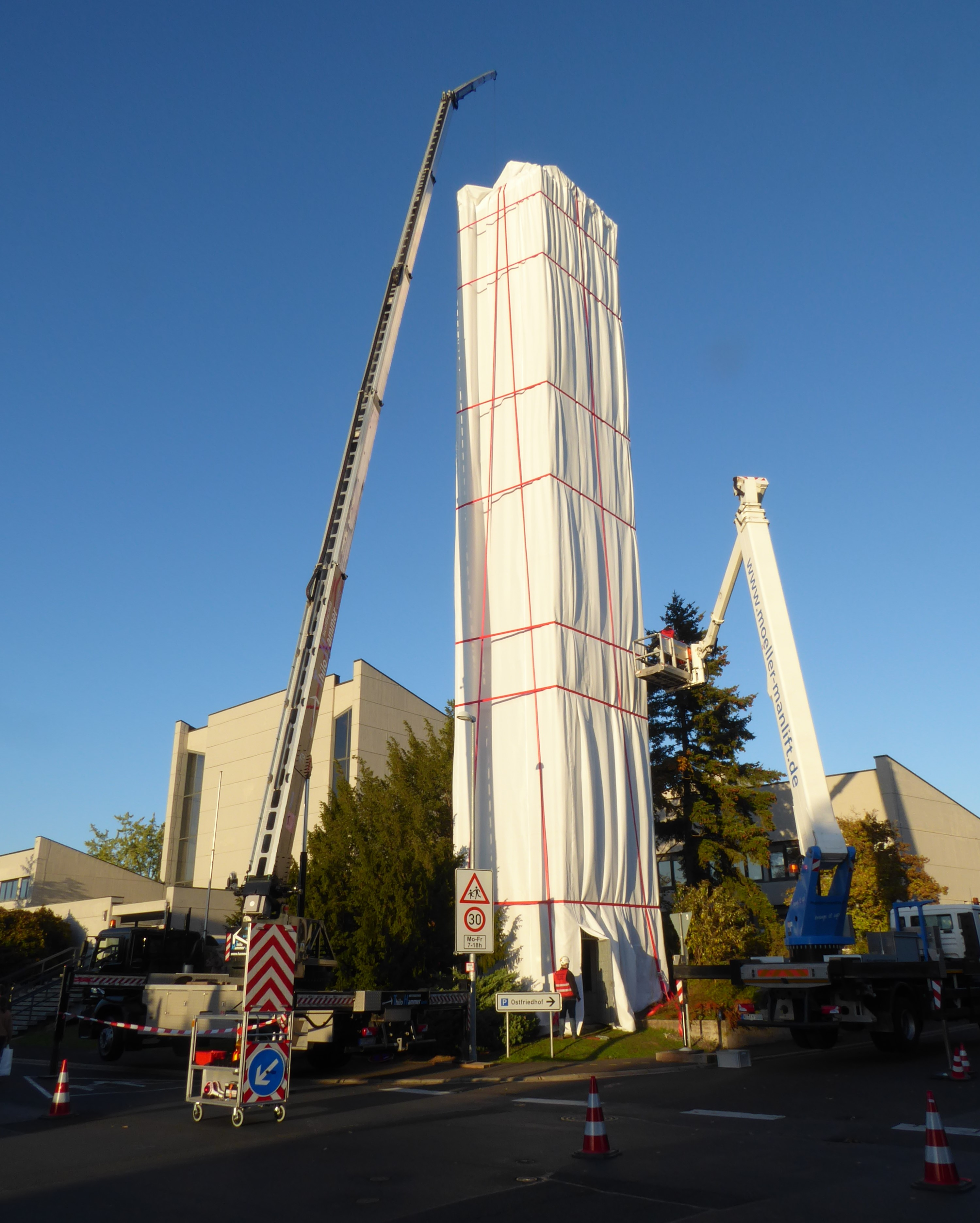
Verhüllung des Kirchturms, 2022

### Verhüllung des Kirchturms
Im Oktober 2022 wurde der Kirchturm für zwei Wochen verhüllt. Diese Aktion wurde im Rahmen eines P-Seminars am benachbarten Johann-Schöner-Gymnasium durchgeführt. Das Bayerische Kultusministerium zeichnete die Schule hierfür als eine von vier Landessiegern des P-Seminar-Preises 2023 aus. Die Verhüllung des Kirchturms erfolgte mithilfe von 1000 Quadratmetern Polypropylen-Gewebe uns sorgte für ein breites Medienecho.

## Architektur
Der gesamte Gebäudekomplex wurde aus Sichtbeton errichtet und ist geprägt von der Formensprache der 1960er Jahre. An der Südseite des nach Norden ausgerichteten, kreuzförmigen Kirchenbaus befindet sich ein Atrium. Eine Taufkapelle findet sich im Südosten und die Sakristei im Nordosten.
Ein freistehender Glockenturm mit vier Geschossen erhebt sich an der Südostecke des Komplexes.

## Ausstattung
Volksaltar, Ambo, Tabernakelstele, Priestersitz und der Taufstein wurden 1967 aus Muschelkalkstein geschaffen. Der Tabernakel, ein Gemmenkreuz sowie Altar- und Apostelleuchter wurden 1967 aus Aluminiumguss gefertigt und stammen aus der Werkstatt von Olaf Taeuberhahn in Gambach.
Über dem Altar befindet sich ein Eichenholz-Kreuz mit einem Korpus, gestaltet von Lothar Bühner aus Bad Neustadt an der Saale im Jahr 1975. Die Altarwand ziert abstraktes Wandgemälde aus dem Jahr 1967 mit dem Titel „Die Fuge“ von Hannes und Burkard Neuner aus Stuttgart. Das Kunstwerk soll den Blick durch goldene Verdichtungen auf den Ambo, den Altar und den Tabernakel als Orte der göttlichen Präsenz im Gottesdienst lenken.
Im östlichen Flügel der Kirche befinden sich Gemälde aus dem 19. Jahrhundert, darunter Darstellungen der Muttergottes mit Kind, des Heiligen Franziskus und der Heiligen Gertrud. An der westlichen Langhauswand steht eine spätgotische Madonnenfigur. Die Nordwand schmückt eine Glasmalerei von Burkard Neuner aus Stuttgart aus dem Jahr 1967, die das Thema „Aus dem Wasser wird das Leben“ behandelt.
Im westlichen Flügel der Kirche befindet sich eine Orgel mit 20 Registern, hergestellt von der Firma Otto Hoffmann aus Ostheim vor der Rhön im Jahr 1979. Der Orgelprospekt ist mit Schleierwerk von Johannes Kirsch aus Petersberg verziert.
Die Kirche bietet Sitzplätze für 540 Gläubige.

## Glocken
| Nr. | Name               | Schmuck | Gussjahr | Gießer                                | Durchmesser (cm) | Gewicht (kg) | Schlagton |
| --- | ------------------ | --- | -------- | ------------------------------------- | ---------------- | ------------ | --------- |
| 1   | Annaglocke         | Umschrift: ANNA                                                                                                | 1969     | Glockengießerei Czudnochowsky, Erding | 70               | 183          | es2       |
| 2   | Friedensglocke     | Umschrift: PAX                                                                                                 | 1969     | Glockengießerei Czudnochowsky, Erding | 80               | 358          | b1        |
| 3   | Ottoglocke         | Umschrift: OTTO                                                                                                | 1969     | Glockengießerei Czudnochowsky, Erding | 100              | 507          | as1       |
| 4   | Kapuzinerglöckchen | Reliefs der Muttergottes mit Kind und Christus am Kreuz, dazwischen je eine Rosette flankiert von zwei Sternen | um 1850  |                                       | 40               | 40           |           |

## Werktagskapelle
Die Werktagskapelle wurde am 30. Dezember 1999 durch Pfarrer Klaus-Dieter Beißwenger geweiht. Sie beherbergt einen hölzernen Altar sowie einen Tabernakel.

## Pfarrheim und Kindergarten
Das Pfarrheim ist ein dreigeschossiges Gebäude, das westlich an die Pfarrkirche angebaut ist. Es wurde im Zeitraum von 1964 bis 1965 errichtet. Der Pfarrsaal mit Küche und Ausschank befindet sich im ersten Obergeschoss. Zudem stehen im Untergeschoss drei Gruppenräume zur Verfügung. Das Erdgeschoss des Pfarrheims beherbergt den Kindergarten. Im zweiten Obergeschoss befindet sich eine Wohnung.
In den Jahren 1983 bis 1984 erfolgte eine Sanierung des Kupferflachdachs, gefolgt von der Erneuerung der Fenster in den Jahren 1987 bis 1988. Eine Betonsanierung wurde zwischen 1986 und 1989 durchgeführt. Eine umfassende Innenumbau und -renovierung fand von 1992 bis 1994 unter der Leitung von Suitbert Vautrin aus Karlstadt statt. Eine Sanierung des Kindergartens wurde 2003 unter der Leitung der Architektengemeinschaft Sabine Adelmann und Petra Schmitt aus Karlstadt durchgeführt.

## Pfarrhaus
Das Pfarrhaus besteht aus einem zwei- bzw. eingeschossigen Gebäude um einen Innenhof. Es wurde zwischen 1967 und 1969 erbaut und am 2. Juni 1969 eingeweiht. Bis 1976 diente es als Pfarrbüro und Konventbau der Kapuzinerpatres.
Das Kupferflachdach wurde im Jahr 1987 saniert, gefolgt von einer Betonsanierung zwischen 1989 und 1990 sowie einem Innenumbau und -sanierung im Jahr 2000 unter der Leitung von Suitbert Vautrin aus Karlstadt. Im Jahr 2019 wurde die Dachteilerneuerung durchgeführt.